# 阿葛斯提諾·巴巴里戈 (威尼斯總督)
阿葛斯提諾·巴巴里戈（義大利語：Agostino Barbarigo，1419年6月3日—1501年9月20日），從1486年到1501年擔任威尼斯總督。

## 生平
巴巴里戈總督於1495年為了對抗法蘭西查理八世對義大利的侵略，聯合米蘭公國組成聯盟，在福爾諾沃戰役後讓法軍退出義大利半島。
他與鄂圖曼土耳其蘇丹巴耶濟德二世最初是友好的，但他們的關係從1492年開始變得越來越緊張，最終導致1499年的公開戰爭。伊斯坦堡的威尼斯商人被捕，而波士尼亞軍隊入侵達爾馬提亞並到達扎拉。威尼斯艦隊在佐奇奧戰役中被擊敗，威尼斯共和國在勒班陀失去了基地。緊隨其後失去的是邁索尼和寇羅內，這意味著威尼斯船隻駛向萊萬特的所有主要中繼站都丟失。